# Jessica Gunning
Jessica Faye Gunning (Holmfirth, 1º gennaio 1986) è un'attrice britannica.
Ha acquisito notorietà per il ruolo della stalker Martha nella miniserie televisiva di Netflix Baby Reindeer del 2024, grazie al quale si aggiudica un Golden Globe e un Emmy Award come miglior attrice non protagonista in una miniserie.

## Biografia
Gunning nasce a Holmfirth, West Yorkshire, il 1º gennaio 1986. Ha studiato alla Holmfirth High School a Huddersfield prima di frequentare il Rose Bruford College, diplomandosi nel 2007. Ha iniziato la sua carriera teatrale al Royal National Theatre a Londra in produzioni tra cui Molto rumore per nulla e Il maggiore Barbara.
In televisione, ha recitato come guest star nell'episodio Partners in Crime della serie televisiva britannica fantascientifica prodotta dalla BBC Doctor Who. Nel 2008 è apparsa nella serie televisiva della BBC Mutual Friends e poi ha interpretato il ruolo ricorrente di Angela in Law & Order: UK nel 2009. Ha recitato inoltre nella serie televisiva BBC Life of Riley e ha interpretato il ruolo di Branita nel film tv Lizzie and Sarah scritto da Julia Davis e Jessica Hynes.
Nel 2012 interpreta il personaggio di Orla nella serie BBC White Heat e in seguito il ruolo da protagonista di Melissa Young nella serie BBC What Remains. Nel 2013, ha interpretato il ruolo di Summer in un episodio di Great Night Out per la rete ITV e l'anno successivo il ruolo di Siân James nel film Pride candidato ai Golden Globe e ai BAFTA, e nel 2014 è la volta di That Day We Sang, un adattamento per la televisione del musical scritto e diretto da Victoria Wood.
Per la BBC è apparsa anche nel film tv La vita scandalosa di Lady W (The Scandalous Lady W) e ha interpretato Shirley Allerdyce nella serie Fortitude di Sky Atlantic. Ha interpretato il personaggio dell'agente di polizia (WPC) Kath Morgan in Prime Suspect 1973, la detective Sophie Carson in In the Dark e Umm Walid nel film drammatico di Channel 4 ISIS - Le reclute del male (The State). Nel 2019 Gunning si è esibita insieme a Cate Blanchett al National Theatre in When We Have Sufficiently Torturely Each Other, scritto da Martin Crimp e diretto da Katie Mitchell.
Ha interpretato Jan nella commedia di Channel 4 Back ed è apparsa nel ruolo di Diane Pemberley nella serie della BBC One The Outlaws, creata da Stephen Merchant. Nel 2024, ha interpretato Martha Scott nel thriller drammatico di Netflix Baby Reindeer.

### Vita privata
Nel 2022 ha dichiarato di essere lesbica. 

## Filmografia

### Cinema
- Pride, regia di Matthew Warchus (2014)
- Giorni d'estate (Summerland), regia di Jessica Swale (2020)

### Televisione
- Mutual Friends – serie TV, episodio 1x03 (2008)
- Life of Riley – serie TV, 3 episodi (2009-2010)
- Law & Order: UK – serie TV, 29 episodi (2009-2011)
- Lizzie and Sarah – film TV (2010)
- White Heat, regia di John Alexander – miniserie TV (2012)
- What Remains, regia di Coky Giedroyc – miniserie TV (2013)
- La vita scandalosa di Lady W (The Scandalous Lady W), regia di Sheree Folkson – film TV (2015)
- Fortitude – serie TV, 10 episodi (2015–2018)
- Jericho – serie TV, 5 episodi (2016)
- Prime Suspect 1973, regia di David Caffrey – miniserie TV (2017)
- Back – serie TV, 12 episodi (2017-2021)
- ISIS - Le reclute del male (The State), regia di Peter Kosminsky – miniserie TV (2017)
- Strike – serie TV, episodi 2x01-2x02 (2018)
- MotherFatherSon, regia di James Kent e Charles Sturridge – miniserie TV, 3 puntate (2019)
- The Outlaws – serie TV, 17 episodi (2021-2024)
- Baby Reindeer, regia di Weronika Tofilska e Josephine Bornebusch – miniserie TV (2024)

## Doppiatrici italiane
Nelle versioni in italiano delle opere in cui ha recitato, Jessica Gunning è stata doppiata da:
- Domitilla D'Amico in Pride
- Benedetta Ponticelli in Baby Reindeer
- Federica Russello in Giorni d’estate